# قضية تيدي بير
تتعلق قضية تيدي بير السودانية باعتقال، ومحاكمة، وإدانة، وسجن، والإفراج اللاحق عن مدرس المدرسة البريطاني جيليان جيبونز، التي درست أطفالًا مسلمين ومسيحيين من الطبقة المتوسطة في مدرسة الوحدة الثانوية في الخرطوم، السودان. وقد أدينت بتهمة إهانة الإسلام بالسماح لصفها البالغ من العمر ست سنوات بتسمية دمية دب «محمد».

## الإعتقال
ولدت جيليان جيبونز عام 1953 وحصلت على درجة البكالوريوس في التربية من كلية سي إف موت للتربية في بريسكوت عام 1975 (أُغلقت الكلية عام 1992). كانت تدرس في مدرسة في السودان، وتم القبض عليها بزعم إهانة الإسلام من خلال السماح لطلابها الذين يبلغون من العمر ست سنوات بتسمية دمية دب «محمد».
في البداية، كان يُعتقد أن الشكوى صادرة عن أحد الوالدين لأحد الأطفال في المدرسة. ومع ذلك، تم الكشف لاحقًا أن مساعدة مكتب تعمل في المدرسة، سارة خواد، قدمت الشكوى وكانت الشاهد الرئيسي في النيابة. وقيل إن خواد غاضب من مدير المدرسة. قالت جيبونز لصحيفة الغارديان بعد وقت قصير من إطلاق سراحها: «لقد استخدمني السكرتير للوصول إلى المدرسة».
يتأثر النظام القانوني في السودان بشدة بالشريعة التي تحظر تصوير النبي محمد وغيره من الأنبياء. ومع ذلك، فقد أدانت العديد من المنظمات الإسلامية في دول أخرى السودانيين علنًا بسبب ردود أفعالهم، حيث لم يشرع جيبونز في التسبب في أي إهانة. وأشار رئيس مجلس مدرسة الوحدة، إيزيكيل كوندو، إلى أنه أدرك دوافع خفية في هذه القضية: «قد يكون الأمر بسيطًا للغاية، لكنهم قد يجعلونه أكبر. إنه نوع من الابتزاز».

## الاقتناع ورد الفعل
في 25 نوفمبر 2007، تم اعتقال جيبونز واستجوابه ثم وضعه في زنزانة بمركز شرطة محلي.  في 28 نوفمبر / تشرين الثاني، ورد أنها وجهت إليها تهمة رسمية بموجب المادة 125 من القانون الجنائي السوداني، بتهمة «إهانة الدين، والتحريض على الكراهية، والتحرش الجنسي، والعنصرية، والبغاء، وازدراء المعتقدات الدينية». يعاقب على ذلك بالسجن أو الغرامة أو 40 جلدة كحد أقصى. في 29 نوفمبر 2007، أُدين جيبونز بتهمة «إهانة الدين»، وهي إحدى التهم الثلاث الموجهة إليها، وحُكم عليه بالسجن 15 يومًا والترحيل. قال المجلس الإسلامي في بريطانيا، وهو منظمة جامعة للجماعات الإسلامية البريطانية، بما في ذلك MPACUK إن العقوبة «غير مبررة تمامًا» وإنها «مروعة»، ودعا الحكومة السودانية للتدخل.
في 30 نوفمبر، خرج ما يقرب من 10000 متظاهر إلى الشوارع في الخرطوم،  ولوح بعضهم بالسيوف والمناجل، مطالبين بإعدام جيبونز بعد أن ندد بها الأئمة أثناء صلاة الجمعة. وسُمعت خلال المسيرة هتافات «عار، عار على المملكة المتحدة»، و «لا تسامح - إعدام» و «اقتلها رميا بالرصاص». أفاد شهود عيان بتورط موظفين حكوميين في التحريض على الاحتجاجات. ثم نُقلت جيبونز إلى مكان سري بسبب مخاوف على سلامتها.

## إطلاق سراح
في محاولة للضغط من أجل إطلاق سراح جيبونز، قام اثنان من المسلمين البريطانيين، اللورد أحمد والبارونة وارسي، بزيارة السودان على أمل التحدث إلى رئيس البلاد عمر البشير.
بينما كان السياسيان البريطانيان يجتمعان مع الرئيس في 3 ديسمبر، أُعلن أن جيبونز سيطلق سراحه من السجن بعد أن حصل على عفو رئاسي. وبعد ثمانية أيام في السجن، تم إطلاق سراحها في رعاية السفارة البريطانية في الخرطوم ثم عادت إلى ليفربول بعد إصدار بيان مكتوب تقول فيه: «أنا أحترم الدين الإسلامي ولن أسيء إلى أحد عن قصد».

## ما بعد الكارثة
تم إغلاق المدرسة حتى يناير 2008 لسلامة التلاميذ والموظفين، حيث كان يخشى الانتقام.